# Antidesma chonmon
Antidesma chonmon är en emblikaväxtart som beskrevs av François Gagnepain. Antidesma chonmon ingår i släktet Antidesma och familjen emblikaväxter. Inga underarter finns listade i Catalogue of Life.